# Lista chorążych reprezentacji Brazylii na igrzyskach olimpijskich

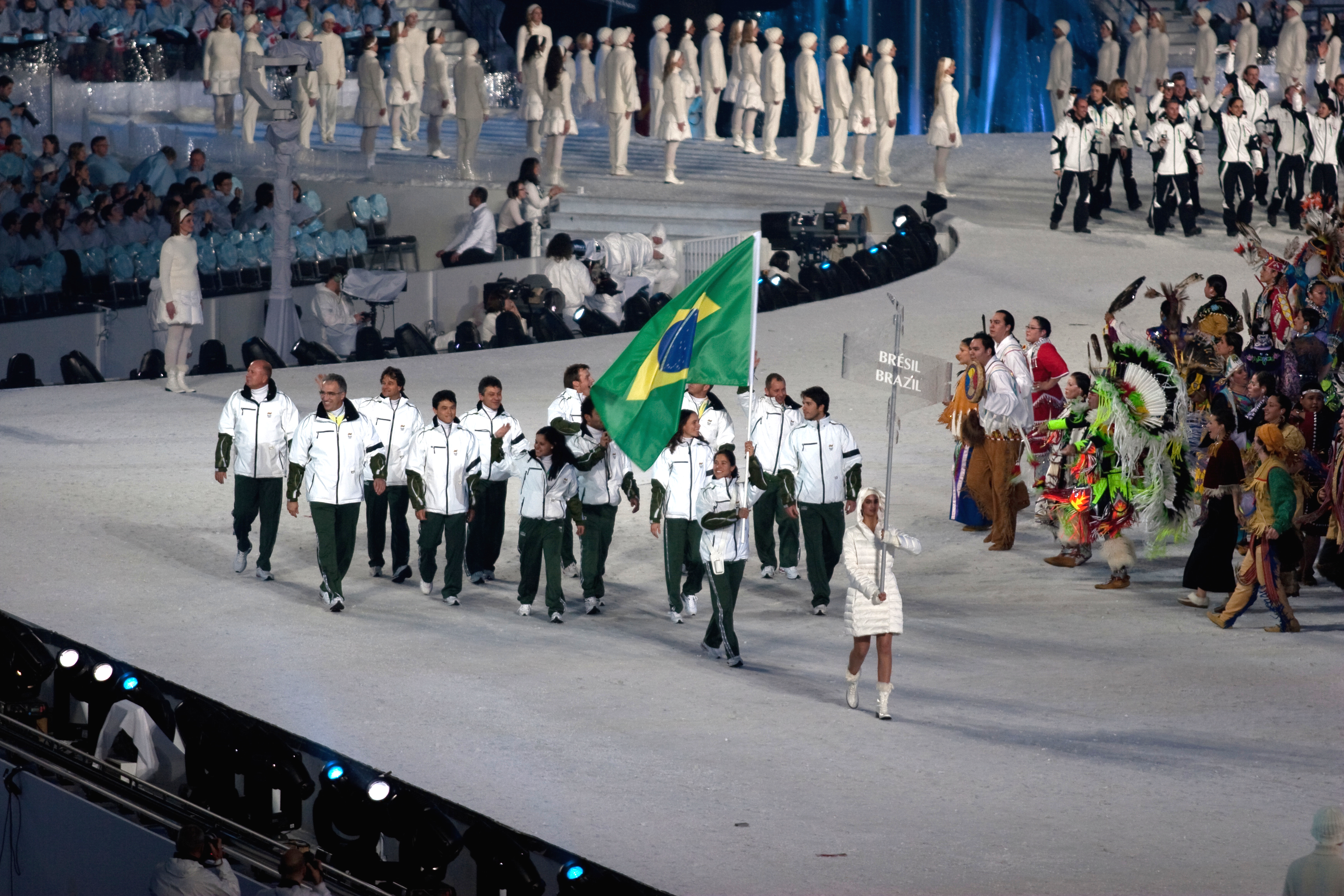
Isabel Clark Ribeiro niesie flagę Brazylii na Zimowych Igrzyskach Olimpijskich w 2010 r

Lista chorążych reprezentacji Brazylii na igrzyskach olimpijskich – lista zawodników i zawodniczek reprezentacji Brazylii, którzy podczas ceremonii otwarcia nowożytnych igrzysk olimpijskich nieśli flagę Brazylii.

## Chronologiczna lista chorążych
| #  | Rok i miejsce | Sezon  | Chorąży                       | Dyscyplina            |
| -- | ------------- | ------ | ----------------------------- | --------------------- |
| 33 | 2024          | Letnie | Raquel Kochhann               | Rugby 7               |
| 33 | 2024          | Letnie | Isaquias Queiroz              | Kajakarstwo           |
| 32 | 2022          | Zimowe | Jaqueline Mourão              | Biegi narciarskie     |
| 32 | 2022          | Zimowe | Édson Bindilatti              | Bobsleje              |
| 31 | 2020          | Letnie | Ketleyn Quadros               | Judo                  |
| 31 | 2020          | Letnie | Bruno Rezende                 | Siatkówka             |
| 30 | 2018          | Zimowe | Édson Bindilatti              | Bobsleje              |
| 29 | 2016          | Letnie | Yane Marques                  | Pięciobój nowoczesny  |
| 28 | 2014          | Zimowe | Jaqueline Mourão              | Biathlon              |
| 27 | 2012          | Letnie | Rodrigo Pessoa                | Jeździectwo           |
| 26 | 2010          | Zimowe | Isabel Clark Ribeiro          | Snowboarding          |
| 25 | 2008          | Letnie | Robert Scheidt                | Wioślarstwo           |
| 24 | 2006          | Zimowe | Isabel Clark Ribeiro          | Snowboarding          |
| 23 | 2004          | Letnie | Torben Grael                  | Wioślarstwo           |
| 22 | 2002          | Zimowe | Mirella Arnhold               | Narciastwo Alpejskie  |
| 21 | 2000          | Letnie | Sandra Pires                  | Siatkówka             |
| 20 | 1998          | Zimowe | Marcelo Apovian               | Narciarstwo Alpejskie |
| 19 | 1996          | Letnie | Joaquim Cruz                  | Lekkoatletyka         |
| 18 | 1994          | Zimowe | Lothar Christian Munder       | Narciastwo Alpejskie  |
| 17 | 1992          | Letnie | Aurélio Miguel                | Judo                  |
| 16 | 1992          | Zimowe | Hans Egger                    | Narciarstwo Alpejskie |
| 15 | 1988          | Letnie | Walter Carmona                | Judo                  |
| 14 | 1984          | Letnie | Eduardo de Souza Ramos        | Wioślarstwo           |
| 13 | 1980          | Letnie | João Carlos de Oliveira       | Lekkoatletyka         |
| 12 | 1976          | Letnie | João Carlos de Oliveira       | Lekkoatletyka         |
| 11 | 1972          | Letnie | Luiz Cláudio Menon            | Koszykówska           |
| 10 | 1968          | Letnie | João Gonçalves Filho          | Piłka wodna           |
| 9  | 1964          | Letnie | Wlamir Marques                | Koszykówka            |
| 8  | 1960          | Letnie | Adhemar Ferreira da Silva     | Lekkoatletyka         |
| 7  | 1956          | Letnie | Adhemar Ferreira da Silva     | Lekkoatletyka         |
| 6  | 1952          | Letnie | Mário Jorge da Fonseca Hermes | Koszykówka            |
| 5  | 1948          | Letnie | Sylvio de Magalhães Padilha   | Lekkoatletyka         |
| 4  | 1936          | Letnie | Antônio Pereira Lira          | Lekkoatletyka         |
| 3  | 1932          | Letnie | Lúcio de Castro               | Lekkoatletyka         |
| 2  | 1924          | Letnie | Alfredo Gomes                 | Lekkoatletyka         |
| 1  | 1920          | Letnie | Afrânio da Costa              | Strzelectwo           |